# Eurytemora grimmi
Eurytemora grimmi is een eenoogkreeftjessoort uit de familie van de Temoridae. De wetenschappelijke naam van de soort werd in 1897 voor het eerst geldig gepubliceerd door Georg Ossian Sars.